# Чкаловська (станція метро, Єкатеринбург)
56°48′30″ пн. ш. 60°36′37″ сх. д. / 56.80833° пн. ш. 60.61028° сх. д.
«Чка́ловська» — 9-та станція першої лінії Єкатеринбурзького метрополітену. Станцію збудовано у складі дільниці Геологічна — Ботанічна та відкрито 28 липня 2012 року.

## Технічна характеристика
Конструкція станції — односклепінна глибокого закладення (глибина закладення — 40 м).
Конструкція станції двох'ярусна: простір станції розділено з метою зменшення обсягу робіт. Верхній ярус займають службові приміщення, нижній — безпосередньо посадкова платформа.
Похилий хід має чотиристрічковий ескалатор, починається з північного торця станції.

## Оформлення
Розташована по осі вулиці 8 Березня, трохи південніше будинку № 158. Ідея оформлення — переліт В. П. Чкалова та його команди через Північний полюс у США. Підземний вестибюль — триповерховий односклепінний (технічне «горище», пасажирська зала, технічний «льох»). Один ряд дзеркальних колон з нержавіючої сталі по осі зали (9  штук). У підвісній стелі в нішах світильники, пологе склепіння з великим радіусом подібне крилу літака. На торцевій стіні годинники (4 штуки) у стилі бортових пристроїв із вказанням поясного часу Москви, Архангельська, Ванкувера та Вашингтона. Колійні стіни — з радіусом, нагадують фюзеляж зсередини, 18 травня 2012 року на них встановлені портрети льотчиків, Героїв Радянського Союзу, Валерія Чкалова, Георгія Байдукова та Олександра Бєлякова. У темнуватих стінах — ніші для реклами у стилі ілюмінаторів літака, підлога із дзеркальним відтінком. Оригінальна ідея станції — ліхтарі по лінії безпеки, що вмикаються «біжучим рядком» при наближенні потяга.
Кольорова гама — сіро-стальна та блакитнувата.

## Перспективи
На перегоні «Геологічна» - «Чкалівська» розташовано задєл під станцію «Бажовська».

## Ресурси Інтернету
- «Метрострой-ПТС»
- Станция «Чкаловская» на сайте «Метрострой»
- Обсуждение строительства на форуме «Транспорт Екатеринбурга»
- Фотографии станции метро «Чкаловская»